# Parides phosphorus
Parides phosphorus är en fjärilsart som först beskrevs av Bates 1861.  Parides phosphorus ingår i släktet Parides och familjen riddarfjärilar. Inga underarter finns listade i Catalogue of Life.

## Bildgalleri

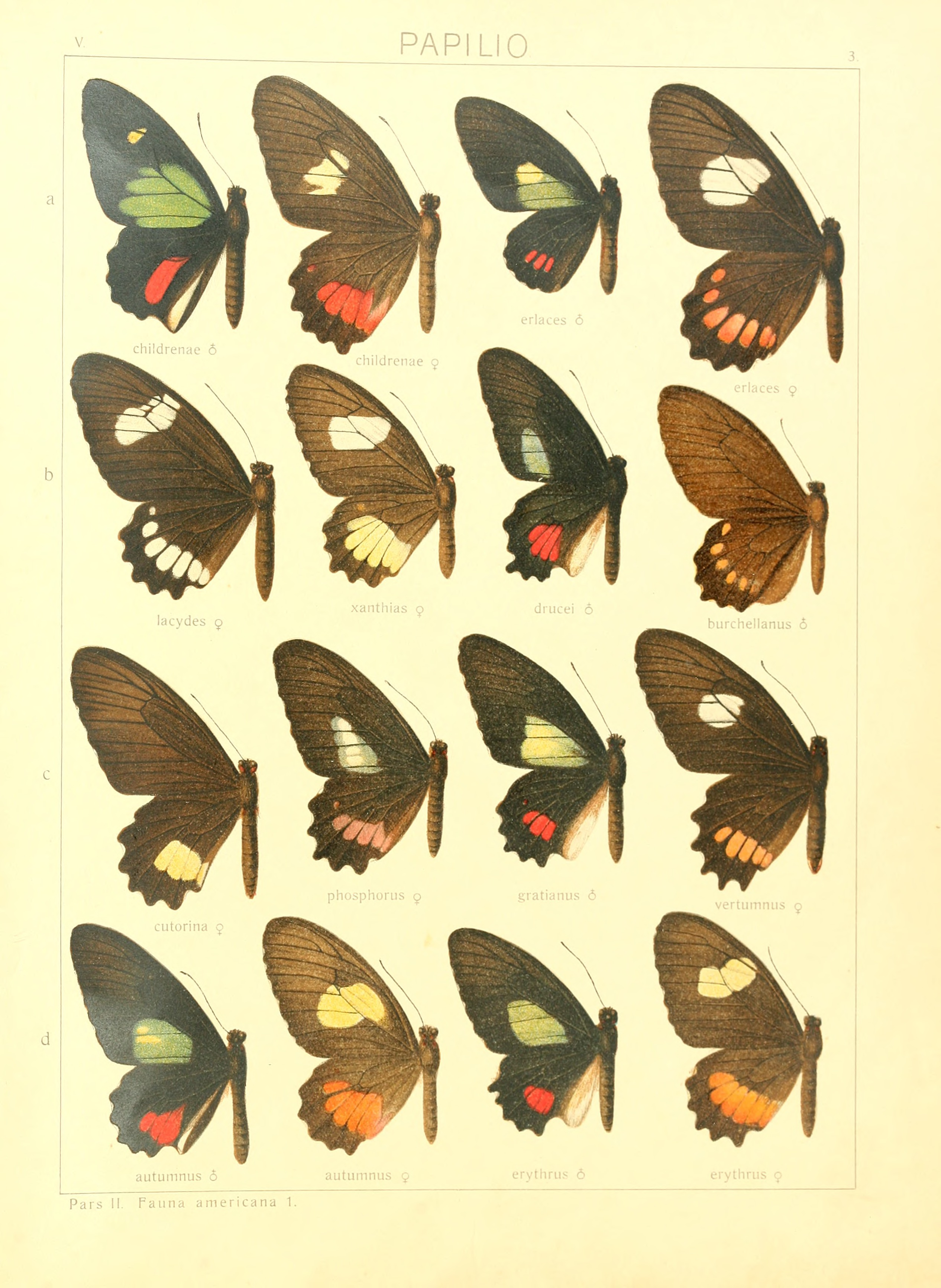